# USS Vileehi (IX-62)
USS Vileehi – kecz o drewnianym kadłubie wyposażony w pomocniczy silnik. Został zaprojektowany przez Edsona B. Schocka i zbudowany w 1930 w San Diego przez firmę San Diego Marine Construction Company. Jednostka została nabyta przez US Navy od Hirama T. Hortona z San Diego 23 grudnia 1941.
Jednostka została przydzielona do 11 Dystryktu Morskiego (ang. 11th Naval District) 17 lutego 1942. "Vileehi" otrzymał numer klasyfikacyjny IX-62 i wszedł do służby 26 lutego 1942. Operował na wodach lokalnych w pobliżu San Diego przez resztę II wojny światowej. Został wycofany ze służby 20 września 1945. Wrócił do poprzedniego właściciela 27 września. Nazwa okrętu została skreślona z listy jednostek floty 24 października 1945.